# نيخيل ناندا
نيخيل ناندا (بالإنجليزية: Nikhil Nanda)‏ هو شخصية أعمال هندي، ولد في 18 مارس 1974 في لوديانا في الهند.